# Dąbrówka (wieś w powiecie ostrołęckim)
Dąbrówka – wieś sołecka w Polsce położona w województwie mazowieckim, w powiecie ostrołęckim, w gminie Lelis. 

## Środowisko naturalne
Leży na Równinie Kurpiowskiej, po zachodniej stronie doliny Szkwy, którą przebiega szlak kajakowy. Na zachód od Dąbrówki, na wydmowym terenie rozciągają się lasy z przewagą sosny oraz rezerwat przyrody Olsy Płoszyckie (od 1997). W samej Dąbrówce zachowała się lipa drobnolistna Dąbrówka o obwodzie pnia 280 cm i statusie pomnika przyrody. 

## Historia
Wieś została założona w XVIII wieku. W 1827 roku w Dąbrówce było 40 domostw z 227 mieszkańcami. Pod koniec XIX wieku Dąbrówka była wsią rządową, a w okolicy wydobywano bursztyn. 
W latach 1921–1939 wieś leżała w województwie białostockim, w powiecie ostrołęckim, w gminie Nasiadki (od 1931 w gminie Durlasy).
Według Powszechnego Spisu Ludności z 1921 roku wieś zamieszkiwało 369 osób w 79 budynkach mieszkalnych. Miejscowość należała do parafii rzymskokatolickiej w Dąbrówce. Podlegała pod Sąd Grodzki w Ostrołęce i Okręgowy w Łomży; właściwy urząd pocztowy Ostrołęka 1.
W wyniku agresji niemieckiej we wrześniu 1939 wieś znalazła się pod okupacją niemiecką. Od 1939 do wyzwolenia w 1945 włączona w skład Landkreis Scharfenwiese, rejencji ciechanowskiej Prus Wschodnich III Rzeszy.
W latach 1954–1961 wieś należała i była siedzibą władz gromady Dąbrówka, po jej zniesieniu w gromadzie Lelis. W latach 1975–1998 miejscowość administracyjnie należała do województwa ostrołęckiego.
W 2018 roku Dąbrówka liczyła 400, a w 2021 – 394 mieszkańców.

## Architektura
W Dąbrówce zachowała się zabudowa w stylu kurpiowskim. Zabytkowy kościół św. Anny z 1783 roku został wybudowany z materiału z drewnianego kościoła z Kadzidła i miejscowej kaplicy w latach 1891-1894. Ochronie jako zabytek podlega także drewniana dzwonnica z 1893 roku. Prócz niej wybudowano drewnianą plebanię i kapliczkę. 

## Religia
Poza kościołem parafialnym w Dąbrówce znajduje się sanktuarium poświęcone Matce Bożej (Kaplica Objawień Matki Boskiej Dąbrowskiej, wybudowane w 2004 r. na pamiątkę objawień w 1850 roku. Kościół jest siedzibą parafii św. Anny. 